# Park Narodowy Darién
Park Narodowy Darién (hiszp. Parque Nacional Darién) – obszar chroniony położony w prowincji Darién we wschodniej części Panamy. Jest wpisany na listę światowego dziedzictwa UNESCO. Park zajmuje powierzchnię 5 790 km² (579 000 ha).
W 1972 roku obszar o powierzchni około 7 000 km², na którym obecnie znajduje się park, stał się częścią tzw. Lasu Chronionego Górnego Darién (bosque protector Alto Darién). W 1980 roku został przekształcony w Park Narodowy, w 1981 został wpisany na listę światowego dziedzictwa UNESCO, a w 1983 roku uzyskał status rezerwatu biosfery UNESCO.
Zachodnia granica Parku Narodowego Darién stanowi 90% granicy międzypaństwowej Panamy i Kolumbii.